# Христианство в Великобритании
Христианство в Великобритании — самая распространённая религия в стране.
По данным исследовательского центра Pew Research Center в 2010 году в Великобритании проживало 45 млн христиан, которые составляли 72,6 % населения этой страны. Энциклопедия «Религии мира» Дж. Г. Мелтона оценивает долю христиан в 2010 году в 80,2 % (49,3 млн верующих).
Крупнейшим направлением христианства в стране является протестантизм. В 2010 году в Великобритании действовало свыше 52 тыс. христианских церквей и мест богослужения, которые принадлежали 412 различным деноминациям.
Христианство исповедуют основные народы Великобритании — англичане, шотландцы, валлийцы, ольстерцы, ирландцы и корнцы. Христианами являются также большинство живущих в стране немцев, итальянцев, поляков, французов, русских, румын, украинцев, болгар и др. европейцев. Немало христиан и среди неевропейских народов Великобритании — ямайцев, латиноамериканцев, йоруба, африканеров, филиппинцев, аканов, ассирийцев и др.
Христиане Великобритании активно участвуют в экуменическом движении. Десять британских церквей (англикан, пресвитериан, реформаторов, методистов и баптистов) входят во Всемирный совет церквей. В 1942 году при активном участии Церкви Англии в стране был образован Британский совет церквей; с 1999 года эта организация называется «Церкви вместе в Британии и Ирландии». Консервативные евангельские церкви страны объединены в Евангельский альянс Соединённого Королевства, связанный со Всемирным евангельским альянсом.